# Gran Premio d'Italia 2017
Il Gran Premio d'Italia 2017 è stata la tredicesima prova del campionato mondiale di Formula 1 2017. La gara si è tenuta domenica 3 settembre 2017 sul circuito di Monza ed è stata vinta dal britannico Lewis Hamilton su Mercedes, al suo cinquantanovesimo successo nel mondiale. Hamilton ha preceduto all'arrivo il suo compagno di squadra, il finlandese Valtteri Bottas ed il tedesco Sebastian Vettel su Ferrari.
In qualifica Hamilton ha ottenuto la sua sessantanovesima pole position nel mondiale di F1, nuovo record per un pilota.

## Vigilia

### Aspetti tecnici
Per questa gara la Pirelli, fornitrice unica degli pneumatici, porta le mescole supermorbide, morbide e medie. Ai piloti che affrontano la Q3 viene fornito un treno di gomme extra supermorbide, che verrà restituito al termine delle qualifiche.
Due sono le zone in cui è ammesso l'utilizzo del Drag Reduction System: la prima sul rettilineo dei box, con punto di determinazione del distacco fra piloti stabilito prima della Parabolica, e la seconda sul rettilineo prima della Ascari, con detection point posto fra le due Curve di Lesmo. Viene riasfaltato il rettilineo principale, così come le corsie di entrata e uscita dai box. Sono state anche aumentate le protezioni, composte da pneumatici, poste a bordo della pista.
La Federazione Internazionale dell'Automobile applica, da questa gara, la direttiva tecnica che riduce il consumo d'olio a 0,9 L per 100 km. Per i motori omologati in precedenza alla gara italiana potranno continuare a consumare fino a 1,2 L per 100 km.

### Aspetti sportivi
Poco prima del Gran Premio d'Italia 2015 la permanenza in calendario della gara di Monza venne messa in dubbio da Bernie Ecclestone, patron della FOM. Secondo il britannico la gara italiana, per rimanere nel mondiale, avrebbe dovuto sottostare alle stesse condizioni economiche previste per tutte le altre gare. La gara di Monza fu occasione per un incontro tra il patron della F1 con l'allora Presidente del Consiglio dei Ministri Matteo Renzi e il Presidente della Regione Lombardia Roberto Maroni in merito al futuro della gara.
Nel maggio del 2016, la società che gestisce l'Autodromo Enzo e Dino Ferrari di Imola aveva firmato un contratto con Bernie Ecclestone, per sostituire il Circuito di Monza, nell'organizzazione del Gran Premio d'Italia, vista la difficoltà degli organizzatori del circuito di Monza a prolungare il contratto con la FOM. A seguito di questo contratto l'Automobile Club d'Italia, titolare della denominazione del Gran Premio d'Italia, confermò però la volontà di mantenere Monza, quale sede della gara. Contro tale decisione, gli organizzatori imolesi proposero un ricorso al TAR. Poco prima del Gran Premio d'Italia 2016, il presidente dell'ACI Angelo Sticchi Damiani e Bernie Ecclestone annunciarono l'accordo per mantenere, almeno per 3 stagioni, la gara sul tracciato brianzolo. La ratifica dell'accordo è avvenuta a novembre. La gara si disputa il 3 settembre, che è la data più anticipata, per questa gara, dall'edizione del 1956.
Da questa stagione il circuito di Monza viene sponsorizzato dall'Eni.
I due piloti della Red Bull Racing, Max Verstappen e Daniel Ricciardo dovranno scontare, rispettivamente, 15 e 20 posizioni di arretramento, sulla griglia di partenza, a causa degli aggiornamenti al propulsore, portati dalla Renault, che comportano la sostituzione di alcune componenti. Carlos Sainz Jr., utilizzando la quinta MGU-H della stagione, è penalizzato di 10 posizioni.
L'ex pilota di F1 Emanuele Pirro è nominato, dalla FIA, quale commissario aggiunto per la gara. Ha già svolto in passato tale funzione, l'ultima al Gran Premio del Giappone 2016.

## Prove

### Resoconto
Nella prima sessione di libere del venerdì le due Mercedes hanno monopolizzato i primi due posti della graduatoria, lasciando a più di un secondo Sebastian Vettel. Dietro all'altra Ferrari di Kimi Räikkönen si sono posizionate, non distanti, le due Red Bull Racing. La sessione è stata limitata, nei minuti finali, dall'arrivo della pioggia. Fernando Alonso ha interrotto la sessione in anticipo, per permettere ai tecnici della McLaren di rimontare la vecchia specifica della power unit. La scuderia britannica utilizza così la specifica nuova del motore Honda solo in questa sessione, e solo sulla vettura di Alonso, prima di rimontare quella già utilizzata fino al Gran Premio del Belgio. Il pilota spagnolo subisce una penalizzazione di 35 posizioni, sulla griglia di partenza. Alla sessione non ha partecipato Antonio Giovinazzi, che avrebbe dovuto guidare la Haas, in luogo di Kevin Magnussen: la pioggia prevista per la seconda sessione ha fatto preferire alla scuderia statunitense di schierare anche al mattino il pilota titolare.
Le due vetture tedesche confermano i primi due tempi anche nella sessione pomeridiana, ma, in questo caso, Bottas precede Hamilton, e Vettel è staccato di meno di due decimi dal tempo del finlandese. Le Red Bull, invece, mantengono un distacco di circa un secondo da quelli fatti segnare dalle Mercedes. La sessione ha visto un aumento della temperatura dell'asfalto di circa 12 °C, rispetto alla sessione mattutina. Carlos Sainz Jr. ha subito un problema al propulsore della sua STR, fermandola alla Ascari, mentre Kevin Magnussen sconta il cedimento di una sospensione, in uscita dalle curve di Lesmo.
Al sabato la pioggia colpisce il circuito monzese, con la direzione di gara che decide di rimandare l'inizio della sessione di quasi tre quarti d'ora, limitandola così a soli 16 minuti. Solo 7 piloti ottengono un tempo valido, con la Williams di Felipe Massa che precede di due decimi il compagno di squadra Lance Stroll. Terzo è Nico Hülkenberg, staccato di oltre 8 decimi. Gli altri 13 piloti hanno solo effettuato dei giri di installazione.

### Risultati
Nella prima sessione del venerdì si è avuta questa situazione: 
| Pos | Nº | Pilota           | Costruttore | Tempo    | Gap    | Giri |
| --- | -- | ---------------- | ----------- | -------- | ------ | ---- |
| 1   | 44 | Lewis Hamilton   | Mercedes    | 1'21"537 |        | 28   |
| 2   | 77 | Valtteri Bottas  | Mercedes    | 1'21"972 | +0"435 | 31   |
| 3   | 5  | Sebastian Vettel | Ferrari     | 1'22"652 | +1"115 | 24   |

Nella seconda sessione del venerdì si è avuta questa situazione: 
| Pos | Nº | Pilota           | Costruttore | Tempo    | Gap    | Giri |
| --- | -- | ---------------- | ----------- | -------- | ------ | ---- |
| 1   | 77 | Valtteri Bottas  | Mercedes    | 1'21"406 |        | 25   |
| 2   | 44 | Lewis Hamilton   | Mercedes    | 1'21"462 | +0"056 | 24   |
| 3   | 5  | Sebastian Vettel | Ferrari     | 1'21"546 | +0"140 | 33   |

Nella sessione del sabato mattina si è avuta questa situazione: 
| Pos | Nº | Pilota          | Costruttore       | Tempo    | Gap    | Giri |
| --- | -- | --------------- | ----------------- | -------- | ------ | ---- |
| 1   | 19 | Felipe Massa    | Williams-Mercedes | 1'40"660 |        | 4    |
| 2   | 18 | Lance Stroll    | Williams-Mercedes | 1'40"888 | +0"228 | 4    |
| 3   | 27 | Nico Hülkenberg | Renault           | 1'41"491 | +0"831 | 4    |

## Qualifiche

### Resoconto
La pioggia resta copiosa anche al momento dell'inizio delle qualifiche. I piloti affrontano subito la pista ma Valtteri Bottas ha problemi con l'aquaplaning sul rettilineo. Poco dopo che Lewis Hamilton fa segnare il tempo migliore, Romain Grosjean va in testacoda e colpisce le barriere, sempre a causa dell'acqua sul rettifilo principale. La vettura è danneggiata, ma il pilota incolume. La sessione viene interrotta con bandiera rossa.
La situazione non migliora, fino alle 16:30 quando la direzione di gara decide di riprendere la sessione per le 16:40, dovendo disputare ancora poco più di 13 minuti della Q1. Tutti i piloti affrontano subito la pista, utilizzando gomme da bagnato. Max Verstappen è il primo a fare segnare un tempo, e decide, poco dopo, di montare gomme da bagnato intermedio, scelta però non seguita da tutti gli altri piloti, visto che la competitività di gomme da bagnato e quelle intermedie è simile. Kimi Räikkönen sfiora la collisione con Sergio Pérez, uscendo dai box. Al termine della sessione Valtteri Bottas è il più veloce, seguito da Hamilton. Oltre a Grosjean, viene eliminata l'altra Haas di Kevin Magnussen, poi Jolyon Palmer e le due Sauber. Il francese della Haas non ha un tempo sufficiente per le qualifiche, ma viene ammesso alla partenza dai commissari. Sulla sua vettura viene anche sostituito il cambio, cosa che comporta una penalizzazione, teorica, di 5 posizioni sulla griglia di partenza.
Nella seconda fase la pioggia è nuovamente intensa, ma comunque alcuni piloti decidono di affrontare le qualifiche con gomme intermedie, con grossa difficoltà a mettere in temperatura gli pneumatici. La lotta, sia in testa, che per evitare l'eliminazione, è serrata, visto che tutti i piloti restano in pista con continuità, al fine di sfruttare un eventuale miglioramento delle condizioni meteorologiche. Lewis Hamilton fa, alla fine, segnare il crono migliore, mentre vengono eliminati Sergio Pérez, Nico Hülkenberg, Fernando Alonso e le due Toro Rosso.
I piloti di Mercedes e Ferrari scelgono le gomme intermedie per la ultima fase. In realtà la pioggia è intensa, tanto che i piloti si fermano subito, per montare le gomme da bagnato, scelta fatta subito dalle Red Bull Racing. Verstappen si pone al comando, davanti a Räikkönen ed Esteban Ocon. Poco dopo Daniel Ricciardo scala secondo. Successivamente Lewis Hamilton si pone al comando, davanti a Ricciardo, mentre risultano in difficoltà le Ferrari che sono molto dietro.
Ricciardo si riporta in testa, battuto ancora da Hamilton. Nei minuti finali Verstappen si posta in testa, battuto, all'ultimo tentativo da Hamilton. Il britannico conquista la sua sessantanovesima pole position nel mondiale, nuovo record assoluto per un pilota. Il precedente record (68 pole position) era stato realizzato da Michael Schumacher, nel Gran Premio di Francia 2006. A causa delle penalizzazioni delle due Red Bull Lance Stroll parte in prima fila, mentre Ocon è terzo, davanti a Bottas e le due Ferrari. Stroll è il pilota più giovane, nella storia del mondiale, a partire in prima fila. Il primo pilota canadese a qualificarsi in seconda posizione fu Jacques Villeneuve nello stesso tracciato di Monza nel 1998.
Al termine delle prove la McLaren sostituisce il motore della vettura di Stoffel Vandoorne, che così subisce una penalizzazione di 25 posizioni sulla griglia di partenza. Il problema è legato alla MGU-K, ma il poco tempo a disposizione, e il regime di parco chiuso, consiglia i tecnici alla sostituzione dell'intera power unit. Sulla Force India di Sergio Pérez viene sostituito il cambio; il pilota messicano sconta una penalizzazione di 5 posti sulla griglia. Diventano così 9 su 20, i piloti penalizzati sulla griglia di partenza.

### Risultati
Nella sessione di qualifica si è avuta questa situazione:
| Pos                         | Nº | Pilota            | Costruttore               | Q1       | Q2       | Q3       | Griglia |
| --------------------------- | -- | ----------------- | ------------------------- | -------- | -------- | -------- | ------- |
| 1                           | 44 | Lewis Hamilton    | Mercedes                  | 1'36"009 | 1'34"660 | 1'35"554 | 1       |
| 2                           | 33 | Max Verstappen    | Red Bull Racing-TAG Heuer | 1'37"344 | 1'36"113 | 1'36"702 | 13      |
| 3                           | 3  | Daniel Ricciardo  | Red Bull Racing-TAG Heuer | 1'38"304 | 1'37"313 | 1'36"841 | 16      |
| 4                           | 18 | Lance Stroll      | Williams-Mercedes         | 1'37"653 | 1'37"002 | 1'37"032 | 2       |
| 5                           | 31 | Esteban Ocon      | Force India-Mercedes      | 1'38"775 | 1'37"580 | 1'37"719 | 3       |
| 6                           | 77 | Valtteri Bottas   | Mercedes                  | 1'35"716 | 1'35"396 | 1'37"833 | 4       |
| 7                           | 7  | Kimi Räikkönen    | Ferrari                   | 1'38"235 | 1'37"031 | 1'37"987 | 5       |
| 8                           | 5  | Sebastian Vettel  | Ferrari                   | 1'37"198 | 1'36"223 | 1'38"064 | 6       |
| 9                           | 19 | Felipe Massa      | Williams-Mercedes         | 1'38"338 | 1'37"456 | 1'38"251 | 7       |
| 10                          | 2  | Stoffel Vandoorne | McLaren-Honda             | 1'38"767 | 1'37"471 | 1'39"157 | 18      |
| 11                          | 11 | Sergio Pérez      | Force India-Mercedes      | 1'38"511 | 1'37"582 | N.D.     | 10      |
| 12                          | 27 | Nico Hülkenberg   | Renault                   | 1'39"242 | 1'38"059 | N.D.     | 14      |
| 13                          | 14 | Fernando Alonso   | McLaren-Honda             | 1'39"134 | 1'38"202 | N.D.     | 19      |
| 14                          | 26 | Daniil Kvjat      | Toro Rosso                | 1'39"183 | 1'38"245 | N.D.     | 8       |
| 15                          | 55 | Carlos Sainz Jr.  | Toro Rosso                | 1'39"788 | 1'38"526 | N.D.     | 15      |
| 16                          | 20 | Kevin Magnussen   | Haas-Ferrari              | 1'40"489 | N.D.     | N.D.     | 9       |
| 17                          | 30 | Jolyon Palmer     | Renault                   | 1'40"646 | N.D.     | N.D.     | 17      |
| 18                          | 9  | Marcus Ericsson   | Sauber-Ferrari            | 1'41"732 | N.D.     | N.D.     | 11      |
| 19                          | 94 | Pascal Wehrlein   | Sauber-Ferrari            | 1'41"875 | N.D.     | N.D.     | 12      |
| Tempo limite 107%: 1'42"416 |    |                   |                           |          |          |          |         |
| NQ                          | 8  | Romain Grosjean   | Haas-Ferrari              | 1'43"355 | N.D.     | N.D.     | 20      |

In grassetto sono indicate le migliori prestazioni in Q1, Q2 e Q3.

## Gara

### Resoconto
Al via quasi tutti i piloti optano per le gomme supersoft, tranne le due Red Bull Racing e Jolyon Palmer, che scelgono le soft (set di gomme nuove, non usate). Lewis Hamilton mantiene il comando al via, resistendo agli attacchi di Lance Stroll ed Esteban Ocon. Kimi Räikkönen riesce a passare Valtteri Bottas, ma già alla Parabolica il pilota della Mercedes riprende il quarto posto. Seguono poi Sebastian Vettel, Felipe Massa, Max Verstappen e Sergio Pérez.
Al secondo giro c'è un contatto tra Massa e Verstappen, alla Variante della Roggia: l'olandese danneggia uno pneumatico, ed è costretto a una sosta ai box, che lo fa precipitare in classifica. Valtteri Bottas passa, in pochi giri, sia Ocon che Stroll, portandosi alle spalle del compagno di squadra Hamilton, che comanda la gara. Rimonta anche Vettel, che passa Räikkönen, e poi, in sequenza Ocon e Stroll, installandosi terzo, già all'ottavo passaggio.
Al sedicesimo giro Räikkönen, che ha problemi a superare le vetture che gli stanno davanti, decide di effettuare la sosta per il cambio gomme. Al giro seguente si ferma anche Esteban Ocon. Nello stesso giro Daniel Ricciardo, partito sedicesimo, passa Pérez, conquistando la sesta posizione. Lance Stroll si ferma al diciottesimo giro, e rientra in pista dietro a Kimi Räikkönen. Grazie a queste soste Ricciardo è scalato quarto, dietro al duo della Mercedes e a Vettel. Al giro 26 Räikkönen passa Ocon, ed è sesto, dietro a Pérez.
Al giro 32 si ferma Sebastian Vettel, seguito nei giri seguenti, anche da Bottas e Hamilton. Ancora un giro, e anche Pérez si ferma ai box, scendendo poi in nona posizione, dietro alle due Williams. Non avendo ancora effettuato il cambio gomme, Ricciardo scala terzo, dietro ai due piloti della Mercedes. L'australiano della Red Bull Racing attende fino al giro 38: rientra in pista quinto, passato dal duo della Ferrari.
Daniel Ricciardo monta gomme supersoft, che gli consentono di far segnare tempi molto veloci, tanto che, a fine gara, farà anche segnare il giro più veloce. L'australiano passa, al giro 41, Räikkönen, e, negli ultimi giri, tenta di avvicinarsi, ma senza successo, a Vettel, che sconta problemi con il propulsore. L'altro pilota della Red Bull, Verstappen, utilizza gli ultimi giri per effettuare diversi sorpassi, ed entrare in zona punti. Nell'ultimo giro Stroll si trova in difficoltà, ma resiste agli attacchi di Massa e Pérez.
Lewis Hamilton vince per la quarta volta a Monza, e si porta in testa al mondiale piloti.

### Risultati
I risultati del Gran Premio sono i seguenti:
| Pos | Nº | Pilota            | Costruttore               | Giri | Tempo/Ritiro                          | Griglia | Punti |
| --- | -- | ----------------- | ------------------------- | ---- | ------------------------------------- | ------- | ----- |
| 1   | 44 | Lewis Hamilton    | Mercedes                  | 53   | 1h15'32"312 con media di 243.626 km/h | 1       | 25    |
| 2   | 77 | Valtteri Bottas   | Mercedes                  | 53   | +4"471                                | 4       | 18    |
| 3   | 5  | Sebastian Vettel  | Ferrari                   | 53   | +36"317                               | 6       | 15    |
| 4   | 3  | Daniel Ricciardo  | Red Bull Racing-TAG Heuer | 53   | +40"335                               | 16      | 12    |
| 5   | 7  | Kimi Räikkönen    | Ferrari                   | 53   | +1'00"082                             | 5       | 10    |
| 6   | 31 | Esteban Ocon      | Force India-Mercedes      | 53   | +1'11"528                             | 3       | 8     |
| 7   | 18 | Lance Stroll      | Williams-Mercedes         | 53   | +1'14"156                             | 2       | 6     |
| 8   | 19 | Felipe Massa      | Williams-Mercedes         | 53   | +1'14"834                             | 7       | 4     |
| 9   | 11 | Sergio Pérez      | Force India-Mercedes      | 53   | +1'15"276                             | 10      | 2     |
| 10  | 33 | Max Verstappen    | Red Bull Racing-TAG Heuer | 52   | +1 giro                               | 13      | 1     |
| 11  | 20 | Kevin Magnussen   | Haas-Ferrari              | 52   | +1 giro                               | 9       |       |
| 12  | 26 | Daniil Kvjat      | Toro Rosso                | 52   | +1 giro                               | 8       |       |
| 13  | 27 | Nico Hülkenberg   | Renault                   | 52   | +1 giro                               | 14      |       |
| 14  | 55 | Carlos Sainz Jr.  | Toro Rosso                | 52   | +1 giro                               | 15      |       |
| 15  | 8  | Romain Grosjean   | Haas-Ferrari              | 52   | +1 giro                               | 20      |       |
| 16  | 94 | Pascal Wehrlein   | Sauber-Ferrari            | 51   | +2 giri                               | 12      |       |
| 17  | 14 | Fernando Alonso   | McLaren-Honda             | 50   | Cambio                                | 19      |       |
| 18  | 9  | Marcus Ericsson   | Sauber-Ferrari            | 49   | Problemi elettrici                    | 11      |       |
| Rit | 2  | Stoffel Vandoorne | McLaren-Honda             | 33   | Motore                                | 18      |       |
| Rit | 30 | Jolyon Palmer     | Renault                   | 29   | Trasmissione                          | 17      |       |

## Classifiche mondiali

### Piloti
| Pos | Pilota            | Punti |
| --- | ----------------- | ----- |
| 1   | Lewis Hamilton    | 238   |
| 2   | Sebastian Vettel  | 235   |
| 3   | Valtteri Bottas   | 197   |
| 4   | Daniel Ricciardo  | 144   |
| 5   | Kimi Räikkönen    | 138   |
| 6   | Max Verstappen    | 68    |
| 7   | Sergio Pérez      | 58    |
| 8   | Esteban Ocon      | 55    |
| 9   | Carlos Sainz Jr.  | 36    |
| 10  | Nico Hülkenberg   | 34    |
| 11  | Felipe Massa      | 31    |
| 12  | Lance Stroll      | 24    |
| 13  | Romain Grosjean   | 24    |
| 14  | Kevin Magnussen   | 11    |
| 15  | Fernando Alonso   | 10    |
| 16  | Pascal Wehrlein   | 5     |
| 17  | Daniil Kvjat      | 4     |
| 18  | Stoffel Vandoorne | 1     |

### Costruttori
| Pos | Costruttore          | Punti |
| --- | -------------------- | ----- |
| 1   | Mercedes             | 435   |
| 2   | Ferrari              | 373   |
| 3   | Red Bull-TAG Heuer   | 212   |
| 4   | Force India-Mercedes | 113   |
| 5   | Williams-Mercedes    | 55    |
| 6   | Toro Rosso           | 40    |
| 7   | Haas-Ferrari         | 35    |
| 8   | Renault              | 34    |
| 9   | McLaren-Honda        | 11    |
| 10  | Sauber-Ferrari       | 5     |

## Decisioni della FIA
Jolyon Palmer, oltre alla penalità di cinque secondi comminatagli durante la gara, subisce la decurtazione di 1 punto sulla Superlicenza per aver tagliato una chicane e tratto vantaggio.